# Коларці
Кола́рці (болг. Коларци) — село в Добрицькій області Болгарії. Входить до складу общини Тервел.

## Населення
За даними перепису населення 2011 року у селі проживали 619 осіб.
Національний склад населення села:
| Національність   | Кількість осіб | Відсоток |
| ---------------- | -------------- | -------- |
| турки            | 322            | 57,6%    |
| болгари          | 181            | 32,4%    |
| цигани           | 3              | 0,5%     |
| Всього відповіли | 559            |          |

Розподіл населення за віком у 2011 році:
Динаміка населення: